# Distretto di Pemagatshel
Pemagatshel (o Pema Gatshel) è uno dei 20 distretti (dzongkhag) che costituiscono il Bhutan. Il distretto appartiene al dzongdey orientale.

## Municipalità
Il distretto consta degli undici gewog (raggruppamenti di villaggi):
- gewog di Chhimung
- gewog di Choekhorling
- gewog di Chongshing Borang
- gewog di Dechenling
- gewog di Dungne
- gewog di Khar
- gewog di Nanong
- gewog di Norbugang
- gewog di Shumar
- gewog di Yurung
- gewog di Zobel